# Анушка Шарма
Анушка Шарма (на хинди: अनुष्का शर्मा, на английски: Anushka Sharma) е индийска актриса и фотомодел, работи в Боливуд. Носителка е на няколко награди, включително награда Filmfare. Към 2018 г. е една от най-добре платените актриси в Индия. През 2012 г. е включена в списъка на 100-те знаменитости на Forbes India, а през 2018 г. е включена в класацията „30 до 30“ на Forbes Asia.
Родена в Айодхя, Утар Прадеш и израснала в Бенгалуру, Шарма получава първата си работа като модел за модния дизайнер Уендъл Родрикс през 2007 г. и по-късно се премества в Мумбай, за да продължи кариерата си като модел. Прави актьорския си дебют с Шах Рук Хан в касовия романтичен филм Rab Ne Bana Di Jodi (2008) и се издига до известност с главни роли в романтичните филми продукции наYash Raj Films Band Baaja Baaraat (2010) и Jab Tak Hai Jaan (2012). Най-касовите ѝ филми са спортната драма Sultan (2016) и филмите на Раджкумар Хирани „Пикей“ (2014) и Sanju (2018).
Шарма е посланик на множество марки и продукти, създава своя собствена модна линия за жени, наречена Nush, и подкрепя различни благотворителни организации и каузи, включително равенство между половете и права на животните. Шарма е омъжена за крикет играча Вират Коли, от когото има дъщеря.